# 赤松則貞
赤松 則貞（あかまつ のりさだ）は、戦国時代の武将。孫に赤松村秀。那波城主。

## 略歴
文明16年（1484年）、父・宇野政秀が剃髪し、以降の郡代職務を担うようになる。延徳4年（1492年）には在京していたことが確認できる。明応5年（1496年）、宗家当主赤松政則死去に際して、浦上則宗・別所則治・小寺則職・薬師寺貴能と共に、赤松七条家からの養子である道祖松丸（後の赤松義村）を家督に据えることの承認を幕府に求めている。その後、東西取合合戦と呼ばれる赤松家を三分する混乱状態となり、則宗の求心力が低下すると則貞の赤松下野守家の影響力が拡大した。明応8年（1499年）3月、道祖松丸を連れて則宗が塩屋城の下野守家の庇護下に入ると、則貞の父政秀が上洛し、室町幕府の調停を取り付け、東西取合合戦は終結に向かう。
『鵤荘引付』には大永5年（1525年）に則貞が孫の村秀（下野守）によって龍野城で殺害されたと記されている。廉直な人柄の人物である村秀が則貞殺害に至った理由は判然としないが、則貞と村秀は永正16年（1519年）に不心得者の中間の処置から合戦寸前までいくなど、赤松家内部は長らく混乱を抱えており、その対策から対立した可能性もある。